# Like the Wind
"Like the Wind" (em português: "Como o vento") foi a canção da Bélgica no Festival Eurovisão da Canção 1999 que teve lugar em Jerusalém.
A canção foi interpretada em inglês por Vanessa Chinitor. Foi a segunda vez que a Bélgica enviou uma canção em inglês, depois da canção "A Million in One, Two, Three", interpretada pela banda Dream Express no Festival Eurovisão da Canção 1977. Foi a segunda canção a ser interpretada na noite fdo festival, a seguir à canção da Lituânia Strazdas, interpretada por Aistė e antes da canção espanhola "No quiero escuchar", cantada por Lydia. Terminou e a competição em 12.º lugar, no ano seguinte, 1999, a Bélgica fez-se representar por Nathalie Sorce com a canção  "Envie de vivre".

## Autores
- Letrista(s): Ilia Beyers, John Terra, Emma Philippa Hjälmås, Wim Claes
- Compositores:Ilia Beyers, John Terra, Emma Philippa Hjälmås, Wim Claes

## Letra
Na canção Chinitor explica que ela precisa de ser "como o vento", no sentido que é eterno não se importa sobre o que acontece de estar no seu caminho. Na sua atuaçãona Eurovisão, Vanessa usou um vestido vermelho que deixava seus ombros despidos, enquanto os seu coristas (incluindo Linda Williams que representara os Países Baixos em 1981) surgiram vestidas de preto. Ela também foi acompanhada por um homem de fato/terno cinzento/cinza, tocando uma ocarina).

## Versões
Chinitor gravou também uma versão em neerlandês chamada "Hoog op de wind"